# Gabriele Paolini
Gabriele Paolini (n. 12 octombrie 1974, Milano) este un farsor italian și propagandist al folosirii prezervativelor. Metoda sa de publicitate este de a se strecura în spatele prezentatorilor TV de pe teren aflați în transmisie directă și a flutura prezervative. Uneori reporterii, enervați de prezența lui, l-au lovit. În iunie 2008 a fost condamnat la 3 luni cu suspendare pentru întreruperea unei transmisii a postului RAI, din iunie 2001.
Autoproclamat „profetul prezervativului” și cunoscut drept „profetul profilaxiei”, a început această activitate în urma decesului unui prieten de-al său, la vârsta de 22 de ani, care s-a îmbolnăvit de SIDA în urma unui contact sexual neprotejat cu o prostituată. A intrat în Cartea recordurilor pentru cele peste 30.000 de apariții la TV.
În ianuarie 2007 publică o carte, „Io, pagina ribelle. Fenomenologia dell'artista Gabriele Paolini, la televisione prima e dopo «Il profeta del condom»”.